# جورج هندرسون (سياسي كندي)
جورج هندرسون هو سياسي كندي، ولد في 18 مارس 1916، وتوفي في 4 يونيو 2008.